# Lyubomyr Dmyterko
Lyubomyr Dmytrovych Dmyterko (en ucraniano: Любомир Дмитрович Дмитерко) fue un poeta, prosista, periodista de guerra, crítico literario, guionista, dramaturgo e intérprete soviético y ucraniano. Fue miembro de la Unión de Escritores Soviéticos desde 1935. En 1979 recibió el premio estatal Shevchenko de Ucrania de literatura. Dmyterko fue uno de los tres miembros del grupo literario de Ucrania Occidental que no acabaron en el Gulag soviético tras ser detenidos en relación con el caso de la Organización Militar Ucraniana de 1933.

## Biografía
Dmyterko nació en un suburbio de Lviv (Lemberg), Vynnyky, en 1911 en el seno de una familia de maestros de pueblo. Cuando tenía tres años estalló la Primera Guerra Mundial. Más tarde, en sus memorias de la edad adulta recordó:

Cuando recuerdo mi infancia, me vienen a la mente caminos-caminos. Caminos interminables de desgracias de refugiados. La Primera Guerra Mundial, tengo tres años, y ya estoy a tierras lejanas de mi casa natal. Un regreso a corto plazo a la pintoresca Vynnyki, y de nuevo escapar de las bandas de polacos blancos de Halleritas y Pilsudskitas. Mi infancia terminó en la encantadora Kamianets-Podilskyi y los pueblos de los alrededores, donde mi difunto padre era profesor.

En 1919, huyendo de los "ejércitos blancos polacos", la familia Dmyterko se trasladó a Kamianets-Podilskyi.
Estudió en el Instituto de Educación Nacional Kamianets-Podilsky (hoy Universidad Nacional Kamyanets-Podilsky Ivan Ohienko). En 1930 estudió en los cursos de guionista de la Administración Fotocinematográfica Panucraniana.
Sus primeras obras Idu!, Viter zi Skhodu (ambas de 1930), Tovtry (1931) fueron criticadas por "intolerancia ideológica".
Durante la Guerra germano-soviética (Frente Oriental) Dmyterko trabajó como corresponsal del periódico del frente. Tras la guerra, trabajó en los Estudios Cinematográficos Dovzhenko.
Como uno de los presidentes de la Unión de Escritores Ucranianos de principios de los años 50, participó en las campañas soviéticas de divulgación oficial.
En 1958 y 1962, formando parte de la delegación de la RSS de Ucrania, Dmyterko participó en las sesiones de la Asamblea General de las Naciones Unidas.
Durante muchos años fue vicepresidente de la Federación de Fútbol de la RSS de Ucrania.
Entre 1962 y 1985, Dmyterko fue redactor jefe de la revista "Vitchyzna" (medio de comunicación oficial de la Unión de Escritores de Ucrania), donde publicó "Sobor" de Oles Honchar, "Malvy" de Roman Ivanychuk, "Pivdennyi komfront" de Pavlo Zahrebel'niy y otros. Dmyterko es autor de más de 50 obras de poesía y prosa: "Rozluka" (1957), "Mist cherez prirvu" (1966), "Ostanni kilometry" y otras; obras de teatro: "Heneral Vatutin" (1948), "Naviky razom" (1950), "Vohnevi rubezhi" (1985) que se representaron en muchos teatros ucranianos; libros, artículos y ensayos sobre la época literaria soviética ucraniana. Algunas obras de Dmyterko se han traducido al ruso, georgiano, lituano, alemán, polaco, rumano, húngaro, checo y, sobre todo, al búlgaro (más de 20 traducciones).
Dmyterko tenía la impresión de que la muerte de Hrushevski en Kislovodsk fue llevada a cabo deliberadamente. Mykhailo Hrushevsky también se encontraba entre los incriminados por participar en la Organización Militar Ucraniana.

## Premios y honores
- Orden de la Guerra Patria, 1ª Clase
- Orden de la Estrella Roja
- Orden de la Bandera Roja del Trabajo (dos veces)
- Orden de la Amistad de los Pueblos
- Premio Nacional Shevchenko